# Peter Paul Fernandes
Peter Paul Fernandes (Karachi, 15 settembre 1916 – Karachi, 24 gennaio 1981) è stato un hockeista su prato indiano.

## Palmarès

### Olimpiadi
- Oro a Berlino 1936 nell'hockey su prato.